# Нойер-Маркт
Но́йер-Маркт (нем. Neuer Markt — Новый рынок; ранее нем. Mehlmarkt — Мучной Рынок) — одна из старейших площадей в Вене. Расположена к западу от улицы Кернтнерштрассе в районе Внутреннего Города и имеет удлинённую прямоугольную форму.

## История
Существовавшего со Средних веков рынка на площади Хоэр-Маркт оказалось недостаточно для того, чтобы обеспечить продовольствием население Вены. Был создан новый рынок на новой площади, которая упоминалась уже в 1234 году под названием novum forum. В XIX веке здесь торговали мукой и зерном, что дало площади название «Мучной Рынок» (нем. Mehlmarkt), закрепившееся за площадью вплоть до XX столетия. Во время Второй мировой войны площадь получила серьёзные повреждения. На месте разрушенных зданий были возведены современные строения.
В первой половине XX века на площади размещался терминал Венского трамвая. В 1942 году конец линии маршрута № 58 был перенесён на улицу Рингштрассе, а в 1948 году было принято решение о закрытии участка трассы, ведущей к Нойер-Маркт.

## Достопримечательности

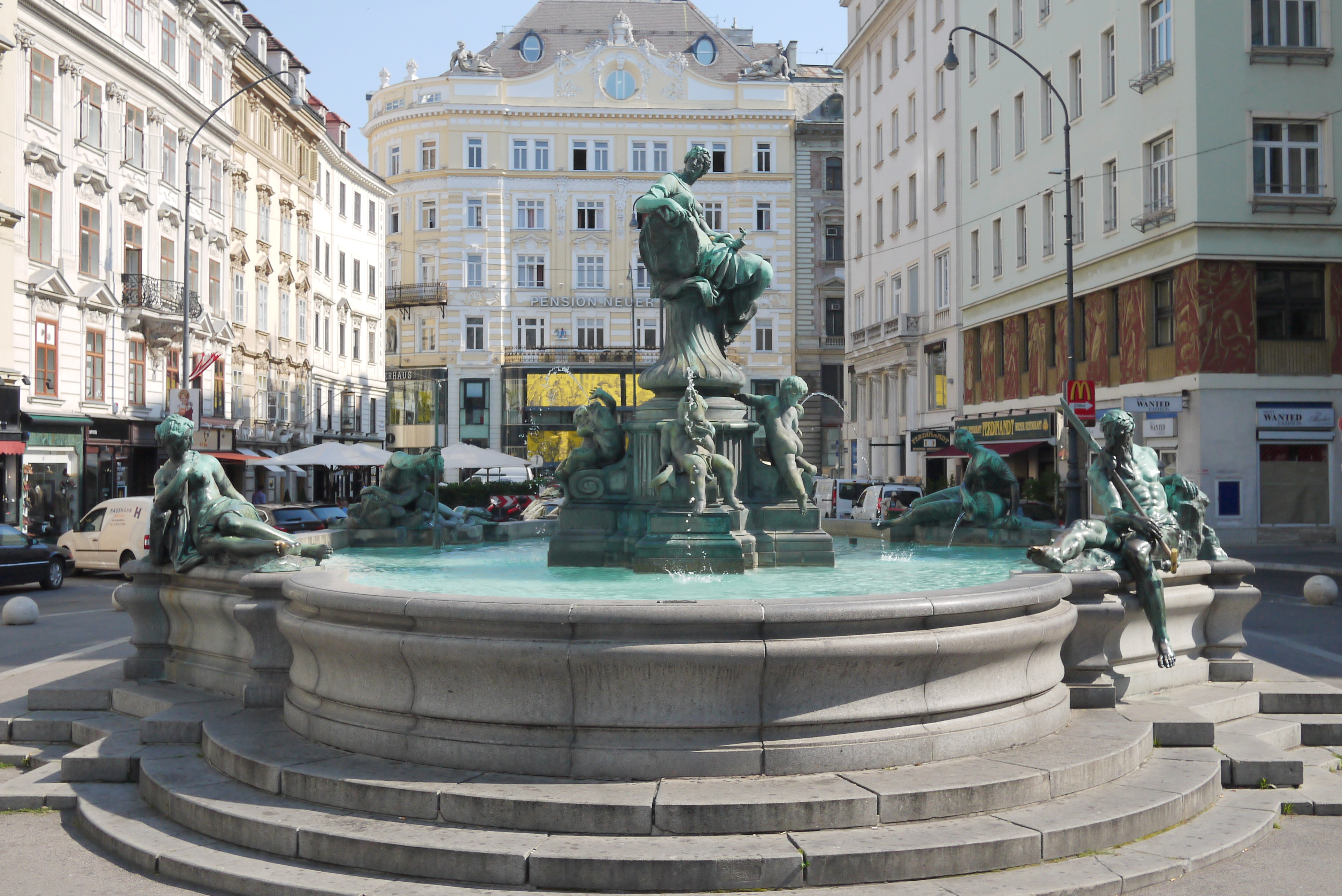
Фонтан Доннера

В центре площади находится фонтан Доннера со скульптурами, главной из которой является фигура Провиденции. Композиция возведена по проекту венского скульптора Георга Рафаэля Доннера в 1739 году.